# Jadwiga Bałtakis
Jadwiga Bałtakis z domu Sitarska (ur. 14 września 1925 w Łowiczu, zm. 10 marca 2018 w Świdnicy) – polska psycholog i działaczka społeczna, senator II kadencji.

## Życiorys
Podczas II wojny światowej brała udział w tajnym nauczaniu w Łodzi. Po jej zakończeniu ukończyła liceum plastyczne. Występowała w Teatrze Wojska Polskiego w Łodzi, pracowała też jako rysownik w Eksperymentalnym Studiu Filmów Rysunkowych.
Była absolwentką pedagogiki na Uniwersytecie Warszawskim (kształciła się u profesora Stefana Baleya) oraz Wyższej Szkoły Higieny Psychicznej w Warszawie, gdzie studiowała psychologię kliniczną. Pracowała jako psycholog m.in. w zakładach psychiatrycznych, schronisku dla nieletnich, szkole podstawowej i poradni rodzinnej. Współtworzyła pierwszy w Polsce raport o tzw. git-ludziach. W 1985 przeszła na emeryturę, ucząc nadal na pół etatu w zasadniczej szkole zawodowej.
Na początku lat 80. wstąpiła do NSZZ „Solidarność”. W stanie wojennym była współzałożycielką Klubu Inteligencji Katolickiej w Świdnicy. Założyła także przedszkole specjalne dla dzieci upośledzonych umysłowo w tym mieście.
W latach 1991–1993 sprawowała mandat senatora z województwa wałbrzyskiego, należała do Klubu Parlamentarnego Unii Demokratycznej. Zasiadała w Komisji Polityki Społecznej i Zdrowia. Zainicjowała zmianę ustawy dotyczącej osób, które przed 18 rokiem życia utraciły zdrowie i całkowitą zdolność do pracy, z uznaniowej na roszczeniową. Nie ubiegała się w kolejnych wyborach o reelekcję.
Współtworzyła Hospicjum św. Łazarza, przez wiele lat pełniła funkcję prezesa Towarzystwa Przyjaciół Chorych „Hospicjum” w Świdnicy.
Zmarła 10 marca 2018 w wieku 92 lat. Została pochowana na cmentarzu komunalnym przy ul. Słowiańskiej w Świdnicy.